# Liste des monuments historiques de l'arrondissement de Blaye

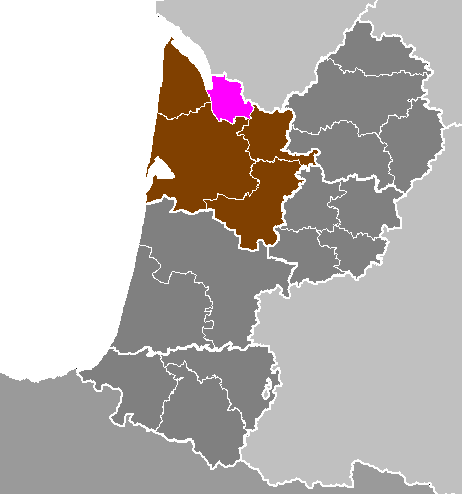
Localisation de l'arrondissement de Blaye en Aquitaine.

Cet article recense les monuments historiques de l'arrondissement de Blaye, dans le département de la Gironde, en France.

## Statistiques
L'arrondissement de Blaye, dans le nord de la Gironde, concentre 47 édifices protégés au titre des monuments historiques (5 % du total du département).
- Haut – A
- B
- C
- D
- E
- F
- G
- H
- I
- J
- K
- L
- M
- N
- O
- P
- Q
- R
- S
- T
- U
- V
- W
- X
- Y
- Z

## Liste
| Monument                                       | Commune                  | Adresse            | Coordonnées                        | Notice         | Protection | Date | Illustration                                   |
| ---------------------------------------------- | ------------------------ | ------------------ | ---------------------------------- | -------------- | ---------- | ---- | ---------------------------------------------- |
| Église Saint-Pierre-ès-Liens d'Espessas        | Aubie-et-Espessas        |                    | 45° 01′ 00″ nord, 0° 24′ 03″ ouest | « PA00083116 » | Inscrit    | 1925 | Église Saint-Pierre-ès-Liens d'Espessas        |
| Château Falfas                                 | Bayon-sur-Gironde        |                    | 45° 03′ 32″ nord, 0° 35′ 33″ ouest | « PA33000100 » | Inscrit    | 2008 | Château Falfas                                 |
| Église Notre-Dame de Bayon-sur-Gironde         | Bayon-sur-Gironde        |                    | 45° 03′ 12″ nord, 0° 36′ 00″ ouest | « PA00083130 » | Classé     | 1922 | Église Notre-Dame de Bayon-sur-Gironde         |
| Église Saint-Saturnin de Berson                | Berson                   |                    | 45° 06′ 35″ nord, 0° 35′ 17″ ouest | « PA00083143 » | Classé     | 1909 | Église Saint-Saturnin de Berson                |
| Maison forte du Boisset                        | Berson                   |                    | 45° 07′ 36″ nord, 0° 35′ 11″ ouest | « PA33000056 » | Inscrit    | 2002 | Image manquante Téléverser                     |
| Citadelle de Blaye                             | Blaye                    |                    | 45° 07′ 44″ nord, 0° 39′ 59″ ouest | « PA00083152 » | Classé     | 2009 | Citadelle de Blaye                             |
| Fort Paté                                      | Blaye                    |                    | 45° 07′ 04″ nord, 0° 40′ 43″ ouest | « PA00083153 » | Classé     | 2013 | Fort Paté                                      |
| Église Saint-Saturnin de la Libarde            | Bourg                    |                    | 45° 02′ 53″ nord, 0° 33′ 34″ ouest | « PA00083482 » | Classé     | 1965 | Église Saint-Saturnin de la Libarde            |
| Hôtel de ville de Bourg                        | Bourg                    |                    | 45° 02′ 21″ nord, 0° 33′ 32″ ouest | « PA00083483 » | Inscrit    | 1973 | Hôtel de ville de Bourg                        |
| Maison, place de la Libération                 | Bourg                    |                    | 45° 02′ 21″ nord, 0° 33′ 30″ ouest | « PA00083484 » | Inscrit    | 1973 | Maison, place de la Libération                 |
| Porte de Blaye                                 | Bourg                    |                    | 45° 02′ 27″ nord, 0° 33′ 38″ ouest | « PA00083485 » | Inscrit    | 1925 | Porte de Blaye                                 |
| Porte du Port                                  | Bourg                    |                    | 45° 02′ 22″ nord, 0° 33′ 28″ ouest | « PA00083486 » | Inscrit    | 1925 | Porte du Port                                  |
| Ruines gallo-romaines de Bourg                 | Bourg                    |                    | 45° 02′ 39″ nord, 0° 34′ 14″ ouest | « PA00083487 » | Inscrit    | 1934 | Image manquante Téléverser                     |
| Église Saint-Pierre de Cars                    | Cars                     |                    | 45° 07′ 50″ nord, 0° 37′ 14″ ouest | « PA00083508 » | Classé     | 1921 | Église Saint-Pierre de Cars                    |
| Église Saint-Romain de Cartelègue              | Cartelègue               |                    | 45° 11′ 08″ nord, 0° 34′ 48″ ouest | « PA00083509 » | Inscrit    | 1925 | Église Saint-Romain de Cartelègue              |
| Église Saint-Martin de Cubnezais               | Cubnezais                |                    | 45° 04′ 29″ nord, 0° 24′ 27″ ouest | « PA00083531 » | Inscrit    | 1925 | Église Saint-Martin de Cubnezais               |
| Château des Quatre-Fils-Aymon                  | Cubzac-les-Ponts         |                    | 44° 58′ 05″ nord, 0° 27′ 20″ ouest | « PA00083532 » | Inscrit    | 1938 | Château des Quatre-Fils-Aymon                  |
| Monument aux morts de la guerre 1914-1918      | Donnezac                 | Devant l'école     | 45° 14′ 47″ nord, 0° 26′ 39″ ouest | « PA33000176 » | Inscrit    | 2014 | Image manquante Téléverser                     |
| Château de Thau                                | Gauriac                  |                    | 45° 04′ 33″ nord, 0° 37′ 47″ ouest | « PA00083875 » | Inscrit    | 1989 | Image manquante Téléverser                     |
| Maison forte du Prat                           | Générac                  |                    | 45° 09′ 48″ nord, 0° 33′ 58″ ouest | « PA33000059 » | Inscrit    | 2002 | Maison forte du Prat                           |
| Église Saint-Pierre de Lansac                  | Lansac                   |                    | 45° 03′ 40″ nord, 0° 32′ 34″ ouest | « PA00083587 » | Classé     | 1921 | Église Saint-Pierre de Lansac                  |
| Église Notre-Dame de Marcenais                 | Marcenais                |                    | 45° 03′ 28″ nord, 0° 20′ 14″ ouest | « PA00083614 » | Inscrit    | 1927 | Église Notre-Dame de Marcenais                 |
| Croix de cimetière                             | Marcillac                |                    | 45° 15′ 55″ nord, 0° 31′ 35″ ouest | « PA00083615 » | Classé     | 1907 | Croix de cimetière                             |
| Église Saint-Vincent de Marcillac              | Marcillac                |                    | 45° 16′ 07″ nord, 0° 31′ 26″ ouest | « PA00083616 » | Classé     | 1908 | Église Saint-Vincent de Marcillac              |
| Domaine de Valette                             | Mazion                   |                    | 45° 09′ 54″ nord, 0° 35′ 58″ ouest | « PA33000066 » | Inscrit    | 2002 | Image manquante Téléverser                     |
| Église Saint-Sulpice de Mombrier               | Mombrier                 |                    | 45° 04′ 44″ nord, 0° 33′ 14″ ouest | « PA00083632 » | Inscrit    | 1925 | Église Saint-Sulpice de Mombrier               |
| Église Notre-Dame de Peujard                   | Peujard                  |                    | 45° 02′ 06″ nord, 0° 26′ 28″ ouest | « PA00083662 » | Classé     | 1908 | Église Notre-Dame de Peujard                   |
| Villas gallo-romaines de Plassac               | Plassac                  |                    | 45° 06′ 08″ nord, 0° 38′ 47″ ouest | « PA00083664 » | Classé     | 1975 | Villas gallo-romaines de Plassac               |
| Église Sainte-Madeleine de Pleine-Selve        | Pleine-Selve             |                    | 45° 19′ 31″ nord, 0° 34′ 21″ ouest | « PA00083665 » | Classé     | 1908 | Église Sainte-Madeleine de Pleine-Selve        |
| Caverne de Pair-non-Pair                       | Prignac-et-Marcamps      |                    | 45° 02′ 20″ nord, 0° 30′ 06″ ouest | « PA00083683 » | Classé     | 1900 | Caverne de Pair-non-Pair                       |
| Chapelle de Lurzine                            | Prignac-et-Marcamps      |                    | 45° 01′ 51″ nord, 0° 28′ 53″ ouest | « PA00083684 » | Inscrit    | 1925 | Chapelle de Lurzine                            |
| Gisement du Roc                                | Prignac-et-Marcamps      |                    | 45° 02′ 09″ nord, 0° 29′ 36″ ouest | « PA00083685 » | Classé     | 1934 | Image manquante Téléverser                     |
| Église Saint-Sulpice de Lafosse                | Pugnac                   |                    | 45° 05′ 45″ nord, 0° 31′ 00″ ouest | « PA00083579 » | Classé     | 2009 | Église Saint-Sulpice de Lafosse                |
| Château du Bouilh                              | Saint-André-de-Cubzac    |                    | 45° 00′ 33″ nord, 0° 27′ 21″ ouest | « PA00083711 » | Classé     | 1943 | Château du Bouilh                              |
| Église de Saint-André-de-Cubzac                | Saint-André-de-Cubzac    |                    | 44° 59′ 32″ nord, 0° 26′ 53″ ouest | « PA00083712 » | Inscrit    | 1925 | Église de Saint-André-de-Cubzac                |
| Église de Saint-Christoly-de-Blaye             | Saint-Christoly-de-Blaye |                    | 45° 07′ 49″ nord, 0° 30′ 30″ ouest | « PA00083716 » | Inscrit    | 1926 | Église de Saint-Christoly-de-Blaye             |
| Église Saint-Jean de Saint-Ciers-de-Canesse    | Saint-Ciers-de-Canesse   |                    | 45° 04′ 56″ nord, 0° 36′ 27″ ouest | « PA00083720 » | Inscrit    | 1925 | Église Saint-Jean de Saint-Ciers-de-Canesse    |
| Église de Saint-Gervais                        | Saint-Gervais            |                    | 45° 01′ 05″ nord, 0° 27′ 56″ ouest | « PA00083750 » | Inscrit    | 1927 | Église de Saint-Gervais                        |
| Église de Magrigne (Chapelle Sainte-Quitterie) | Saint-Laurent-d'Arce     |                    | 45° 03′ 13″ nord, 0° 28′ 48″ ouest | « PA00083755 » | Classé     | 1921 | Église de Magrigne (Chapelle Sainte-Quitterie) |
| Église de Saint-Laurent-d'Arce                 | Saint-Laurent-d'Arce     |                    | 45° 02′ 05″ nord, 0° 28′ 16″ ouest | « PA00083754 » | Inscrit    | 1925 | Église de Saint-Laurent-d'Arce                 |
| Église de Saint-Martin-Lacaussade              | Saint-Martin-Lacaussade  |                    | 45° 08′ 43″ nord, 0° 38′ 42″ ouest | « PA00083780 » | Inscrit    | 1925 | Église de Saint-Martin-Lacaussade              |
| Église de Saint-Palais                         | Saint-Palais             |                    | 45° 18′ 50″ nord, 0° 35′ 24″ ouest | « PA00083793 » | Inscrit    | 1925 | Église de Saint-Palais                         |
| Moulin à vent de la Garde-de-Roland            | Saint-Seurin-de-Cursac   |                    | 45° 09′ 11″ nord, 0° 37′ 57″ ouest | « PA00083803 » | Inscrit    | 1977 | Image manquante Téléverser                     |
| Croix de cimetière                             | Saint-Vivien-de-Blaye    |                    | 45° 05′ 56″ nord, 0° 31′ 02″ ouest | « PA00083812 » | Classé     | 1907 | Croix de cimetière                             |
| Église Saint-Pierre de Salignac                | Salignac                 |                    | 45° 00′ 53″ nord, 0° 22′ 55″ ouest | « PA00083826 » | Inscrit    | 2005 | Église Saint-Pierre de Salignac                |
| Église Saint-Martin de Samonac                 | Samonac                  |                    | 45° 04′ 27″ nord, 0° 34′ 12″ ouest | « PA00083830 » | Inscrit    | 1925 | Église Saint-Martin de Samonac                 |
| Monument aux morts de la guerre 1914-1918      | Samonac                  | Place de la Mairie | 45° 04′ 27″ nord, 0° 34′ 13″ ouest | « PA33000181 » | Inscrit    | 2014 | Monument aux morts de la guerre 1914-1918      |
| Église Saint-Étienne de Tauriac                | Tauriac                  |                    | 45° 02′ 56″ nord, 0° 30′ 03″ ouest | « PA00083850 » | Classé     | 2005 | Église Saint-Étienne de Tauriac                |
| Église Saint-Vincent de Villeneuve             | Villeneuve               |                    | 45° 05′ 00″ nord, 0° 37′ 40″ ouest | « PA00083864 » | Inscrit    | 1925 | Église Saint-Vincent de Villeneuve             |